# Karolina Trębacz
Karolina Maria Trębacz-Mazurkiewicz (ur. 15 czerwca 1980 w Zielonej Górze) – polska aktorka i wokalistka teatralno-musicalowa.

## Życiorys
Dzieciństwo spędziła w Zielonej Górze. W 2003 ukończyła Studium Wokalno-Aktorskiego im. Danuty Baduszkowej w Gdyni; w Trójmieście zamieszkała na stałe.
W Teatrze Wielkim w Łodzi wcieliła się w rolę Elizy Doolittle w musicalu My Fair Lady. Pracuje również jako kostiumolożka.
Współpracowała z Operetką Wrocławską, Teatrem Muzycznym w Poznaniu i Teatrem Kwadrat w Warszawie. Nagrała płytę z zespołem „Zagdański”.

## Życie prywatne
Jej młodszą siostrą jest aktorka Julia Trębacz, grająca dla zespołu Queens. Mężem Karoliny Trębacz jest Jarosław Mazurkiewicz. Para ma dwie córki.

## Filmografia
- 2002: Dzień świra – dziewczyna na plaży
- 2020: Raz, jeszcze raz – dziennikarka

### Polski dubbing
- 1998−1999: Herkules – Melpomena (druga wersja dubbingu)

- 2009: Księżniczka i żaba – Tiana
- 2015–2019: Lwia Straż – Dhahabu (odc. 42)
- 2016: Rodzina Treflików – Treflik
- 2018: Ralph Demolka w internecie – Tiana
- 2020: Pan Jangle i świąteczna podróż – Jessica
- 2022: Matylda: Musical – Pani Miodek
- 2023: Było sobie studio – Tiana
- 2023: Lego Disney Księżniczka: Zamek przygód – Tiana
- 2024: Wicked – Elfaba (śpiew)[6]

## Nagrody
- 2014: Nagroda Prezydenta Miasta Gdyni za rolę Jagny w musicalu Chłopi w Teatrze Muzycznym im. Danuty Baduszkowej w Gdyni[7]